# Франц Миклошич
Франц Ритер фон Миклошич  (29. новембар 1813 — 7. март 1891) био је словеначки и аустријски, филолог и лингвиста.. Био је члан Српске краљевске академије.

## Биографија
Фрањо витез Миклошич је рођен 1813. године у штајерском селу Радмершчаку близу града Љутомера, који је тада припадао Аустријском царству. Поникао је у сељачкој породици а током живота досегао врх друштвене научне и академске лествице. Миклошич је био одликованим бројним високим орденима аустријским и страним, био прави и почасни члан многих учених друштава, доживотни члан господске куће царског већа (од 1862), те дворски и тајни царски саветник, витез Леополдовог ордена (племство 1864), прави члан аустријске и руске царске Академије, почасни члан Југословенске академије у Загребу, затим Прашке, Париске, Берлинске, Букурештанске, Римске, Будимпештанске, Минхенске, Краковске, Копенхагешке и Матице словенске у Љубљани.
Прве четири године живота провео је у родном селу, а затим се породица преселила у Љутомер. Ту је завршио основну школу као најбољи ђак. Гимназију латинску је похађао у Вараждину, па Марибору. За време ђаковања у Марибору спријатељио се и побратимио са истомишљеником Станком Мразом. А филозофију и право слушао прво у Грацу (од 1830), потом и Бечу. Докторирао је филозофију је на Универзитету у Грацу и неко време је ту радио као професор филозофије. Године 1838. је прешао на Универзитет у Бечу, где је стекао титулу доктора правних наука. Након што се у аустријској престоници спремио за адвоката, након положеног испита ступио је као писар на рад у адвокатској канцеларији Мих. Баха.
Током својих студија на њега су утицали радови словеначког филолога и лингвисте Јернеја Копитара. Преко Пољака Островског упознао се са чуварем дворске библиотеке Јернејем Копитаром. Под личним утицајем земљака Копитара напустио је право, и посветио је већи део свог живота проучавању словенских језика.
Године 1844. са препоруком Копитаревом, запослио се као писар - скриптор у Царској библиотеци у Бечу, где је остао до 1862. године. Након Копитарове смрти њему је допало место цензора словенских, новогрчких и румунских књига. Миклошич је 1844. године објавио критику књиге Франца Бопа Упоредна граматика, што је скренуло пажњу бечких академских кругова. Ова публикација је покренула дуги низ радова, у којима је полиглота Миклошич показао велику стручност. Његови радови су довели до револуције у проучавању словенских језика.
У Пролећу народа 1848. године Миклошич је активно учествовао у Словеначком националном покрету. Био је председник политичког удружења „Словенија“, које су основали словеначки студенти који су студирали у Грацу и Бечу. Уз Матију Мајара био је један од аутора који су разрадили идеју о Уједињеној Словенији. Када је сазвана прва аустријска изборна скупштина, изабран је 1848. године у изборном срезу Св. Ленарта у доњој Штајерској, за њеног посланика. Након неуспеха револуционарних захтева, Миклошич се посветио само академским активностима. Поставио је својим радом и делом темеље словенске филологије, као највећи ауторитет у тој области. Највише стручних радова је штампао у гласницима академија, а већи радови су се појавили као бројне књиге.
Миклошич је 1849. године постављен за шефа, тек основане катедре за словенску филологију Универзитета у Бечу, и остао је на том месту до 1886. године. Радио је прво као ванредни професор словенских језика и литературе. Следеће 1850. године именовао га је аустријски министар гроф Лав Тун, за редовног професора исте струке на бечком универзитету. Током професорске каријере више пута је биран за декана а 1854. године постао је и ректор. Од када је постао универзитетски предавач Миклошић интензивно пише и објављује своје бројне научне филолошке радове. Главно дело му је Упоредна граматика словенских језика, састављена од четири огромне свеске. То грандиозно славистичко дело, било је награђено од стране аустријске академије са 1.000 ф. Постао је 1848. године члан исте Бечке академије, која га је изабрала за секретара свог историјског и филозофског одсека. А 1850. године је постао њен редовни члан. Миклошићеви бројни радови су се нису тицали само словенских језика, већ и румунског, албанског, грчког и језика Рома и Синта. Друго главно Миклошићево дело представља Речник старословенско-грчко-латински.
Миклошићево научно стремљење наставили су Србин Aлeкcaндaр Caндић (1836—1908) и његов млађи сарадник Хрват, Ватрослав Јагић, који је и формално запосео после његове смрти упражњену славистичку катедру у Бечу.
Фрањо Миклошић се оженио тек 1852. године са кћерком свог колеге из Дворске библиотеке Ајхенфелда. Када је 1867. године супруга умрла, остала су два њихова млада сина. Почео је дуже побољевати од 1889. године, због непрележане инфлуенце (грипа). Умро је услед можданог шлога крајем фебруара 1891. године.

## Значај за Србе
Фрањо Миклошић је био значајан за Србе, јер је на пример издао књигу са важним старим писаним споменицима, које је нашао у дубровачким архивима. То вредно дело објављено 1858. године у Бечу, се односило на српску историју Србије, Босне и Дубровника. Посветио га је свом доброчинитељу и пријатељу, широкогрудом српском књазу Михаилу Обреновићу. Њему је посветио још једну књигу, ону о православном манастиру Шишатовцу. Публиковао је Словенац још пуно српских старина, попут Душановог законика. Са друге стране, постављајући границе српског, хрватског и словеначког језика, допринео је српској борби у одбрани свог идентитета и опстанка. Приближио је западу српски народ, показао његову величину и моћ, кроз просторе на којима живи. Он је као научник, устврдио да су Срби Штокавци (говоре штокавским дијалектом), , Хрвати - Чакавци а Словенци - Кајкавци. По њему су Штокавци Срби судећи по језику широко распрострањени. Тако источни предео српства обухвата: Срем, Банат, северну Србију, Ресаву, источну и Стару Србију. А западни предео српства чине: Црна Гора са Боком Которском, северна Албанија, Дубровник, Херцеговина и Босна...део Славоније. И у Хрватској су штокавци већином православни Срби, као и у горњој Далмацији, где су познати по народним песмама као ускоци. Због таквих научних филолошких теза уклопљених у теорију, био је омрзнут код Хрвата, којима је такође одредио место - мада маргинално и уско.
Словенац Миклошић је помагао и Србину Вуку Караџићу, око издавања српског речника и објављивању српских народних песама. Први пут је чуо српског гуслара током истраживачког бављења у Цариграду 1852. године. Када је стари Вук оболео, надзирао је уместо њега штампање четврте књиге народних песама. Након Вукове смрти 1864. године, Миклошич је постао члан Одбора за издавање Караџићевих дела. Када је реч о Вуковом речнику, Миклошић је други део Српског речника који је остао у рукопису, објавио 1872. године са својим предговором. Афирмативним писањем о Вуковом раду, дао му је прави, европски културолошки значај. Од захвалне српске стране, Миклошићу је додељен краљевско српски орден Св. Саве, и биран је за почасног члана Српског ученог друштва у Београду.
Уз Вука Караџића, Ђуру Даничића, Димитрија Деметера, Ивана Мажуранића и Ивана Кукуљевића, био је потписник Бечког књижевног договора о заједничком књижевном језику Срба и Хрвата.

## Галерија
- Насловна страна прве књиге Slavische Bibliothek, oder, Beiträge zur slavischen Philologie und Geschichte (Беч, 1851) Франца Милклошича